# Ann Crumb
Elizabeth Ann Crumb (Charleston, Virgínia Ocidental, 25 de maio de 1950 – 31 de outubro de 2019) foi uma atriz e cantora americana.

## Carreira
Ann Crumb era filha do compositor George Crumb e da pianista Elizabeth Crumb, e irmã do compositor David Crumb. Ela estreou na Broadway em 1987 como membro do elenco original de Les Misérables. Seus outros trabalhos na Broadway incluem Chess, Anna Karenina, pelo qual foi indicada ao Prêmio Tony de Melhor Atriz em um Musical em 1993, e Aspects of Love, como Rose Vibert, um papel que ela criou no West End.
Elizabeth realizou um tour enquanto estava no papel principal de Evita, aparecendo em várias produções de teatros regionais nos Estados Unidos produzidas pelo Teatro Guthrie, o Coconut Grove Playhouse e o Teatro Tennessee Repertory, entre outros. Seus créditos na televisão incluem as novelas diurnas As the World Turns, The Guiding Light e Another World, e os dramas do horário nobre Law & Order e Law & Order: Criminal Intent. Ela estava marcada para interpretar a famosa espiã Mata Hari na minissérie intitulada The Road to Saint Lazarre, a qual estava em pré-produção.
As gravações musicais de Crumb incluem A Broadway Diva Swings, uma versão de concerto de Nine, com Jonathan Pryce e Elaine Paige, e Unto the Hills, uma colaboração com seu pai.

## Vida pessoal
Crumb era engajada na causa do resgate e adoção de animais. Em dezembro de 2009, ela coordenou uma "sequestro" de mais de 50 cães, todos agendados para eutanásia, com o objetivo de deixá-los em abrigos onde seriam designados a lares ao invés de sacrificados.
Crumb morreu em 31 de outubro de 2019 na casa de seus pais em Media, Pensilvânia, de câncer de ovário, aos 69 anos de idade.